# إدوارد جون كارنيل
إدوارد جون كارنيل (بالإنجليزية: Edward John Carnell)‏ هو عالم عقيدة أمريكي، ولد في 28 يونيو 1919 في أنتيغو في الولايات المتحدة، وتوفي في 25 أبريل 1967.